# Banco de Desenvolvimento de Minas Gerais
O Banco de Desenvolvimento de Minas Gerais (BDMG)  é uma empresa pública estadual, com sede em Belo Horizonte, Minas Gerais, e que tem o compromisso de participar do desenvolvimento econômico, atuando como agente financeiro do Estado no apoio a projetos de investimento do setor público e de empresas privadas, de todos os portes e dos mais diversos segmentos de negócios.
Além da parceria com seus clientes no financiamento, o banco também exerce o seu papel indutor por meio da participação em fundos de investimentos em inovação e sustentabilidade e na estruturação de projetos de concessão e parcerias público-privadas (PPP´s) na área de infraestrutura.
Atua no desenvolvimento regional de Minas Gerais, redução de desigualdades, inovação e apoio ao agronegócio.

## BDMG Cultural
O Instituto Cultural Banco de Desenvolvimento de Minas Gerais é uma entidade que apoia o desenvolvimento da arte e da cultura em Minas Gerais. O BDMG Cultural integra o Circuito Liberdade. A galeria de arte mantida pelo instituto recebe exposições abertas a visitação diariamente.

## Prêmio Minas de Economia
O Prêmio Minas de Economia é uma parceria entre o BDMG e o Conselho Regional de Economia. O prêmio busca estimular o estudo de temas importantes para a economia e reconhece trabalhos de conclusão de curso de jovens estudantes de economia.